# Clemson Tigers (mannenvoetbal)
De Clemson Tigers is een Amerikaans universiteitsvoetbalteam. Ze vertegenwoordigen de Clemson University in de Atlantic Coast Conference van NCAA Division I. Het team heeft 4 NCAA-titels, 16 Atlantic Coast Conferencetitels op zijn naam staan en heeft ook 4 winnaars van de Hermann Trophy in zijn programma gehad (Bruce Murray in 1987, Wojtek Krakowiak in 1998, Robbie Robinson in 2019 en Ousmane Sylla in 2023)

## Geschiedenis

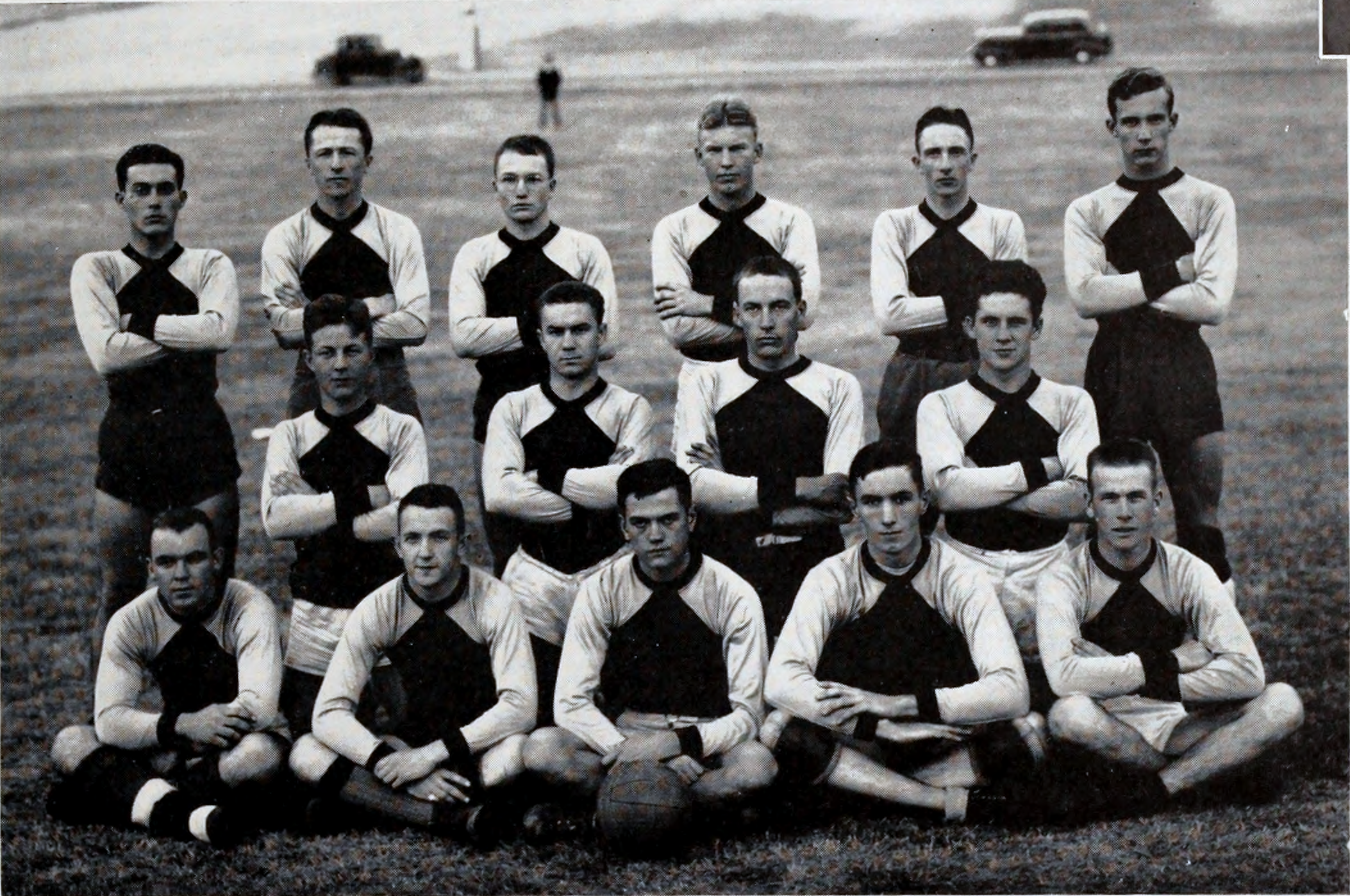
Het Clemson-team uit 1939

De Clemson University begon in het jaar 1934 met een voetbalteam, met een aantal hybridewedstrijden tegen universiteiten en zogenaamde "prep schools". Het team werd echter al in 1939 stopgezet. In het jaar 1967 besloot de universiteit om het voetbal een nieuwe kans te geven en het terug toe te voegen als varsitysport. Dr I.M. Ibrahim, die in die tijd hoogleraar chemie was, werd aangesteld om het programma te leiden. In het eerste seizoen haalde het team een record van 6-5. Tussen 1967 en 1971 haalde het team steeds een positief winstratio maar toch bevonden ze zich consequent in het onderste niveau van de ACC
Het seizoen van 1972 bleek het het jaar van de doorbraak voor de Tigers. Clemson bleef ongeslagen in de conference competitie en veroverde de eerste van acht opeenvolgende ACC-titels. Ze sloten dat jaar af met een record van 13-1-1 en verdienden daarmee hun eerste trip naar het NCAA-toernooi. In het seizoen van 1973 bleken de Tigers nog meer succesvol. Ze behaalden dat jaar een record van 16 om 1 en bereikten de halve finales van het NCAA-toernooi. Tegen het einde van het decennium hadden de Tigers 8 conferencetitels, 3 achtste finaleplaatsen op het NCAA-Toernooi, 1 Elite 8-plek, 3 Final Four plekken en ze sloten het seizoen 1979 af als nationale nummer 2.

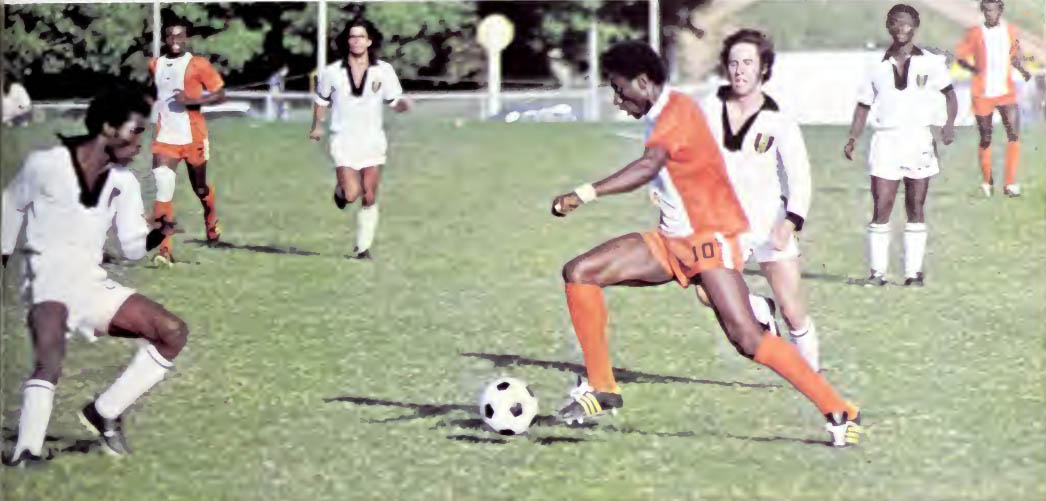
Een Clemson-wedstrijd in 1976

Clemsons reeks ACC-titels en NCAA-optredens werd verbroken tijdens het seizoen 1980, maar de Tigers herstelden zich met conferencetitels tijdens de seizoenen 1981, 1982 en 1985 (Clemsons laatste voordat de ACC zijn toernooiformat adopteerde) en vijf opeenvolgende deelnames aan het NCAA-toernooi. In het seizoen 1984 bereikten de Tigers eindelijk de top van nationale bekendheid, toen ze 22-4 gingen in een zeer zwaar schema en het Nationale kampioenschap van 1984 wonnen. Tijdens het NCAA-toernooi van 1984 moest Clemson het opnemen tegen de vier best geklasseerde teams van het toernooi (Alabama A&M, Virginia, UCLA en Indiana). Nadat ze er in 1986 niet in waren geslaagd het NCAA-toernooi te bereiken, verdienden de Tigers hun tweede nationale kampioenschap tijdens het seizoen 1987. De Tigers sloten het reguliere seizoen van 1987 af met 13–5–1, maar hadden het moeilijk gehad tijdens het conferencespel. Naar verluidt waren de Tigers het 23e team dat werd geselecteerd voor het NCAA-toernooi met 24 teams. De Tigers wonnen echter drie opeenvolgende uitwedstrijden, waaronder een verrassende overwinning op Indiana (het hoogst geklasseerde team die voorafgaand aan deze wedstrijd geen enkele thuiswedstrijd van het NCAA-toernooi had verloren), en gekozen werd om gastheer te zijn van de Final Four op Riggs Field. In de halve finales wreekten de Tigers twee eerdere nederlagen tegen North Carolina en versloegen ze in de kampioenswedstrijd San Diego State (een andere verrassende finalist). Bovendien won Bruce Murray in 1987 de Hermann Trophy (de eerste Clemson-speler die de prijs won).
In de jaren negentig vond de eerste wisseling van hoofdcoaches in de schoolgeschiedenis plaats, toen dr. Ibrahim na het seizoen 1994 met pensioen ging en werd vervangen door Brown-hoofdcoach Trevor Adair. De Tigers veroverden hun eerste ACC Tournament-kampioenschap in 1998, wonnen drie reguliere ACC competitietitels (1990, 1993 en 1998) en hadden een tweede speler in hun geschiedenis die de Hermann Trophy won (Wojtek Krakowiak, 1998). De Tigers speelden zes keer in het NCAA-toernooi, met als beste resultaat 2 keer de Elite 8 in 1997 en 1998.
Tijdens het seizoen 2001 veroverden de Tigers hun tweede ACC Tournament-kampioenschap en gingen door naar de Elite 8. Na nog een Elite 8-run in 2002 kenden de Tigers een mindere periode, waarbij ze er in 2003 niet in slaagden uit de eerste ronde te komen en het NCAA-toernooi in 2004 helemaal misten. De ploeg uit 2005 zou echter een sterke run maken tijdens het NCAA-toernooi en voor het eerst sinds de landstitel van de ploeg uit 1987 doorstoten naar de Final Four.

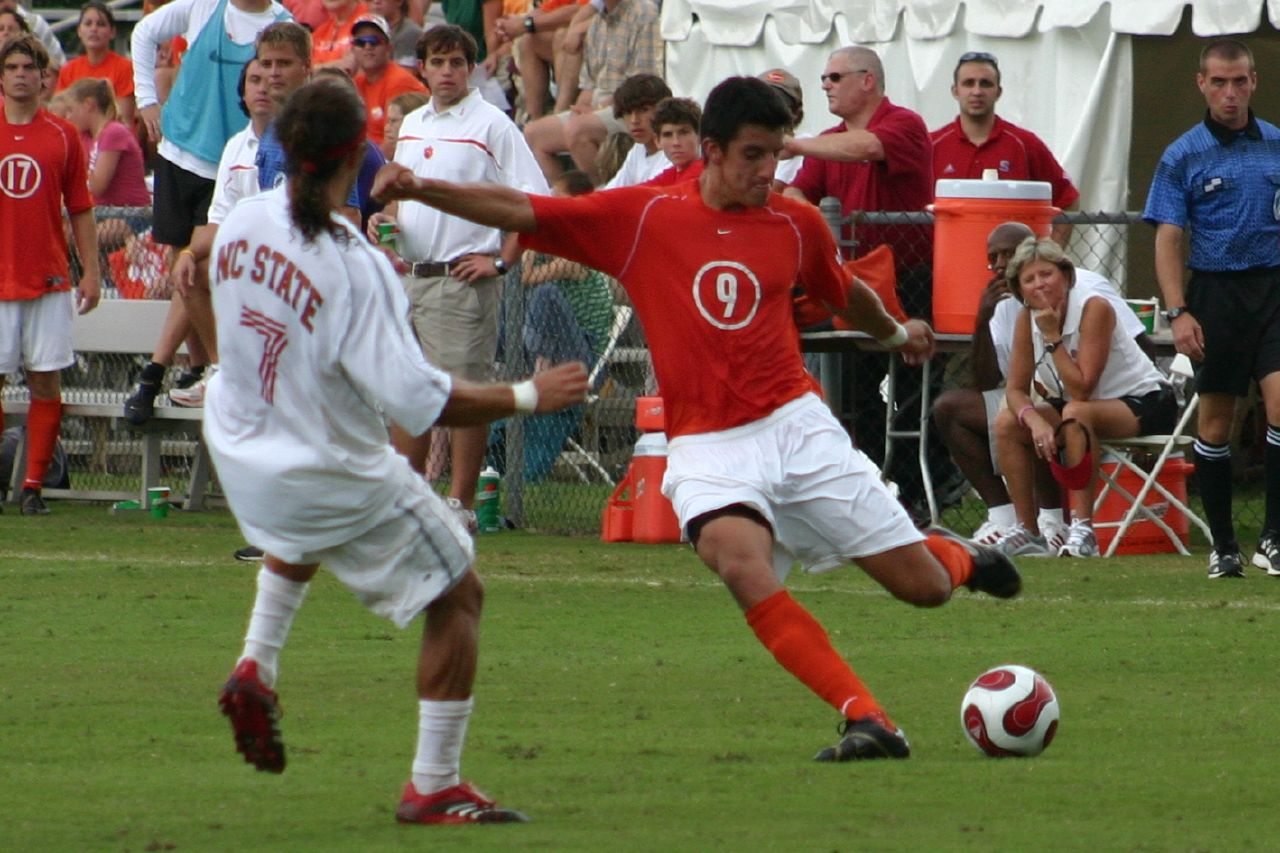
Clemson tegen NC State in september 2006

Het team uit 2006 zou de 1/16de finale halen om daar te verliezen tegen de latere nummer 2 UCLA. De ploeg van 2008 was, ondanks dat ze het toernooi niet haalden, een van de slechts twee teams in het land die tijdens het seizoen zowel landskampioen Maryland als de nationale nummer twee North Carolina versloegen.
Trevor Adair nam op 16 juni 2009 ontslag als hoofdtrainer van de Tigers, twee maanden nadat hij op non-actief was geplaatst toen hij naar verluidt zijn twee dochters had aangevallen tijdens een huishoudelijk geschil. Assistent-coach Phil Hindson werd gepromoveerd tot interim-hoofdtrainer voor het seizoen 2009, wat pas de tweede verandering in hoofdcoaches in de geschiedenis van Tiger markeerde. De Tigers worstelden zich door het seizoen 2009 en eindigden met een eindrecord van 6–12–1 ondanks een overwinning op landskampioen Virginia tijdens het seizoen.
Op 5 januari 2010 werd aangekondigd dat voormalig Brown-hoofdcoach Mike Noonan was aangenomen als Clemsons vierde hoofdvoetbalcoach. Sinds Coach Noonan het overnam, zijn de Tigers langzaam weer op de voorgrond gekomen, keerden ze terug naar het NCAA-toernooi in 2013 en wonnen ze hun 14e ACC-kampioenschap in 2014. In 2015 gingen de Tigers voor het eerst sinds 1987 door naar de finale van de NCAA College Cup, waar ze verloren in de nationale kampioenswedstrijd tegen Stanford. In 2016 eindigden de Tigers als tweede in het ACC-toernooi en gingen door naar de kwartfinales van het NCAA-toernooi. In 2019 zouden de Tigers de ACC Atlantic Division winnen, als tweede eindigen in het ACC-toernooi en doorgaan naar de NCAA Tournament Quarterfinals. Bovendien werd Robbie Robinson de derde Clemson-speler die de Hermann Trophy won. Robinson werd als eerste overall opgesteld in de MLS SuperDraft van 2020 en werd daarmee de eerste Clemson-herenvoetballer die als eerste overall werd opgesteld. 2021 was een mijlpaaljaar voor het programma en coach Noonan, aangezien de Tigers voor de derde keer in de programmageschiedenis de landstitel wonnen en een schoolrecord van zes spelers hadden opgesteld in de MLS Draft. 2023 was ook een topjaar voor het team, aangezien ze hun tweede landstitel in drie jaar tijd wonnen. Ze versloegen de Notre Dame met 2-1 in de titelwedstrijd nadat ze geen doelpunt hadden geïncasseerd in het gehele toernooi voorafgaand aan de finale. Ze wonnen ook het ACC-toernooi in 2023, met een overwinning op North Carolina na strafschoppen. Ousmane Sylla werd ook de vierde Clemson-speler die de Hermann Trophy won.
| Seizoen              | Hoofdtrainer  | Resultaten    | Resultaten | Resultaten     | Resultaten    | Resultaten | Resultaten     | Resultaten               | Toernooiresultaten | Toernooiresultaten |
| Seizoen              | Hoofdtrainer  | Algemeen      | Algemeen   | Algemeen       | Conference    | Conference | Conference     | Conference               | Conference         | NCAA               |
| Seizoen              | Hoofdtrainer  | Overwinningen | Nederlagen | Gelijke spelen | Overwinningen | Nederlagen | Gelijke spelen | Eindresultaat            | Conference         | NCAA               |
| -------------------- | ------------- | ------------- | ---------- | -------------- | ------------- | ---------- | -------------- | ------------------------ | ------------------ | ------------------ |
| 1934–35              | Fred Kirchner | 1             | 2          | 1              | —             | —          | —              | —                        | —                  | —                  |
| 1935                 | Fred Kirchner | 2             | 2          | 0              | —             | —          | —              | —                        | —                  | —                  |
| 1936                 | Fred Kirchner | 0             | 0          | 1              | —             | —          | —              | —                        | —                  | —                  |
| 1937                 | Fred Kirchner | 3             | 0          | 1              | —             | —          | —              | —                        | —                  | —                  |
| 1938                 | Fred Kirchner | 0             | 0          | 1              | —             | —          | —              | —                        | —                  | —                  |
| 1939                 | Fred Kirchner | 2             | 2          | 0              | —             | —          | —              | —                        | —                  | —                  |
| 1940–1966: Geen Team |               |               |            |                |               |            |                |                          |                    |                    |
| 1967                 | I. M. Ibrahim | 6             | 5          | 0              | 1             | 3          | 0              | 4de                      | —                  | —                  |
| 1968                 | I. M. Ibrahim | 9             | 3          | 1              | 1             | 3          | 1              | 5de                      | —                  | —                  |
| 1969                 | I. M. Ibrahim | 5             | 6          | 1              | 4             | 0          | 1              | 5de                      | —                  | —                  |
| 1970                 | I. M. Ibrahim | 8             | 3          | 2              | 1             | 3          | 1              | 6de                      | —                  | —                  |
| 1971                 | I. M. Ibrahim | 8             | 3          | 1              | 1             | 3          | 1              | 5de                      | —                  | —                  |
| 1972*                | I. M. Ibrahim | 13            | 1          | 1              | 5             | 0          | 0              | Kampioen*                | —                  | 1/16de finale      |
| 1973*                | I. M. Ibrahim | 16            | 1          | 0              | 5             | 0          | 0              | Kampioen*                | —                  | Final Four         |
| 1974*                | I. M. Ibrahim | 12            | 3          | 0              | 5             | 0          | 0              | Kampioen*                | —                  | 1/16de finale      |
| 1975*                | I. M. Ibrahim | 13            | 2          | 0              | 5             | 0          | 0              | Kampioen*                | —                  | 1/16de finale      |
| 1976*                | I. M. Ibrahim | 18            | 2          | 1              | 4             | 0          | 1              | Kampioen*                | —                  | 4de plaats         |
| 1977*                | I. M. Ibrahim | 16            | 1          | 0              | 5             | 0          | 0              | Kampioen*                | —                  | Kwartfinale        |
| 1978*                | I. M. Ibrahim | 18            | 1          | 1              | 4             | 0          | 1              | Kampioen*                | —                  | 3de plaats         |
| 1979*                | I. M. Ibrahim | 16            | 2          | 1              | 5             | 0          | 0              | Kampioen*                | —                  | 2de plaats         |
| 1980                 | I. M. Ibrahim | 12            | 3          | 2              | 4             | 1          | 1              | 2de                      | —                  | —                  |
| 1981*                | I. M. Ibrahim | 18            | 2          | 0              | 5             | 1          | 0              | Kampioen*                | —                  | 1/16de finale      |
| 1982*                | I. M. Ibrahim | 18            | 2          | 1              | 5             | 1          | 0              | Kampioen*                | —                  | 1/16de finale      |
| 1983                 | I. M. Ibrahim | 16            | 3          | 2              | 3             | 2          | 1              | 3de                      | —                  | 1ste ronde         |
| 1984                 | I. M. Ibrahim | 22            | 4          | 0              | 4             | 2          | 0              | 2de                      | —                  | Kampioen           |
| 1985*                | I. M. Ibrahim | 19            | 3          | 2              | 5             | 1          | 0              | Kampioen*                | —                  | 1/16de finale      |
| 1986                 | I. M. Ibrahim | 12            | 6          | 2              | 3             | 3          | 0              | 3de                      | —                  | —                  |
| 1987                 | I. M. Ibrahim | 18            | 5          | 1              | 1             | 4          | 1              | 5de                      | 1ste ronde         | Kampioen           |
| 1988                 | I. M. Ibrahim | 10            | 7          | 2              | 2             | 4          | 0              | 5de                      | 1ste ronde         | —                  |
| 1989                 | I. M. Ibrahim | 13            | 6          | 1              | 1             | 4          | 1              | 5de                      | 1ste ronde         | —                  |
| 1990                 | I. M. Ibrahim | 16            | 4          | 1              | 4             | 1          | 1              | 1ste                     | 1ste ronde         | 1ste ronde         |
| 1991                 | I. M. Ibrahim | 13            | 6          | 2              | 2             | 3          | 1              | 5de                      | 1ste ronde         | 1ste ronde         |
| 1992                 | I. M. Ibrahim | 12            | 6          | 4              | 1             | 3          | 2              | 6de                      | Finale             | —                  |
| 1993                 | I. M. Ibrahim | 18            | 5          | 1              | 5             | 0          | 1              | 1ste                     | Finale             | 1/16de finale      |
| 1994                 | I. M. Ibrahim | 13            | 7          | 1              | 1             | 4          | 1              | 6de                      | Kwartfinale        | —                  |
| 1995                 | Trevor Adair  | 16            | 6          | 1              | 4             | 2          | 0              | 3de                      | 1ste ronde         | 1/16de finale      |
| 1996                 | Trevor Adair  | 10            | 7          | 2              | 2             | 3          | 1              | 5de                      | 1ste ronde         | —                  |
| 1997                 | Trevor Adair  | 11            | 7          | 3              | 2             | 3          | 1              | 5de                      | 1ste ronde         | Kwartfinale        |
| 1998*                | Trevor Adair  | 22            | 2          | 0              | 5             | 1          | 0              | 1ste                     | Kampioen*          | Kwartfinale        |
| 1999                 | Trevor Adair  | 9             | 8          | 2              | 2             | 2          | 2              | 4de                      | 1ste ronde         | —                  |
| 2000                 | Trevor Adair  | 14            | 4          | 2              | 2             | 2          | 2              | 4de                      | 1ste ronde         | 1/16de finale      |
| 2001*                | Trevor Adair  | 19            | 5          | 0              | 4             | 2          | 0              | T-2de                    | Kampioen*          | Kwartfinale        |
| 2002                 | Trevor Adair  | 13            | 5          | 4              | 2             | 3          | 1              | 6de                      | Kwartfinale        | Kwartfinale        |
| 2003                 | Trevor Adair  | 9             | 7          | 4              | 2             | 4          | 0              | 6de                      | 1ste ronde         | 1ste ronde         |
| 2004                 | Trevor Adair  | 8             | 9          | 1              | 2             | 5          | 0              | 6de                      | 1ste ronde         | —                  |
| 2005                 | Trevor Adair  | 15            | 6          | 3              | 2             | 4          | 2              | 7de                      | Kwartfinale        | Final Four         |
| 2006                 | Trevor Adair  | 13            | 5          | 2              | 3             | 3          | 2              | T-5de                    | 1ste ronde         | 1/16de finale      |
| 2007                 | Trevor Adair  | 7             | 11         | 1              | 2             | 6          | 0              | 7de                      | 1ste ronde         | —                  |
| 2008                 | Trevor Adair  | 7             | 9          | 2              | 3             | 4          | 1              | 6de                      | 1ste ronde         | —                  |
| 2009                 | Phil Hindson  | 6             | 12         | 1              | 2             | 6          | 0              | 9de                      | 2de ronde          | —                  |
| 2010                 | Mike Noonan   | 5             | 8          | 4              | 2             | 4          | 2              | 7de                      | Kwartfinale        | —                  |
| 2011                 | Mike Noonan   | 8             | 8          | 2              | 4             | 4          | 0              | 7de                      | Kwartfinale        | —                  |
| 2012                 | Mike Noonan   | 6             | 9          | 5              | 3             | 2          | 3              | 5de                      | Halve Finale       | —                  |
| 2013                 | Mike Noonan   | 11            | 7          | 3              | 5             | 4          | 2              | T-4de                    | Halve Finale       | 1ste ronde         |
| 2014*                | Mike Noonan   | 12            | 7          | 3              | 5             | 2          | 1              | T-1ste Atlantic Division | Kampioen*          | 1/16de finale      |
| 2015                 | Mike Noonan   | 17            | 3          | 4              | 6             | 1          | 1              | 2de Atlantic Division    | Halve Finale       | 2de plaats*        |
| 2016                 | Mike Noonan   | 14            | 4          | 5              | 4             | 1          | 3              | 3de Atlantic Division    | 2de plaats         | Kwartfinale        |
| 2017                 | Mike Noonan   | 12            | 6          | 1              | 4             | 4          | 0              | 3de Atlantic Division    | Halve Finale       | 2de ronde          |
| 2018                 | Mike Noonan   | 7             | 9          | 1              | 2             | 6          | 0              | 6de Atlantic Division    | 1ste ronde         | —                  |
| 2019                 | Mike Noonan   | 18            | 2          | 2              | 6             | 1          | 1              | 1ste Atlantic Division   | 2de plaats         | Kwartfinale        |
| 2020                 | Mike Noonan   | 14            | 3          | 3              | 7             | 3          | 2              | 1ste Atlantic Division   | Kampioen*          | 1/16de finale      |
| 2021                 | Mike Noonan   | 16            | 5          | 2              | 5             | 3          | 0              | 1ste Atlantic Division   | Halve Finale       | Kampioen           |
| 2022                 | Mike Noonan   | 13            | 7          | 1              | 3             | 4          | 1              | 4de Atlantic Division    | 2de plaats         | 2de ronde          |
| 2023                 | Mike Noonan   | 15            | 3          | 5              | 4             | 2          | 2              | 2de Atlantic Division    | Kampioen*          | Kampioen           |

1. ↑  De ACC begon met hun toernooi in 1987
2. ↑  Het  NCAA Divsion I Men's Soccer Championship begon in 1959

1. ↑  Wayback Machine. web.archive.org (24 maart 2012). Gearchiveerd op 24 maart 2012. Geraadpleegd op 11 april 2024.
2. ↑  Brown soccer coach Mike Noonan leaves for Clemson - Projo Sports Blog. web.archive.org (3 augustus 2011). Gearchiveerd op 3 augustus 2011. Geraadpleegd op 11 april 2024.
3. ↑  (en) Tigers Make History In 2020 MLS SuperDraft. Clemson Tigers Official Athletics Site (9 januari 2020). Geraadpleegd op 11 april 2024.
4. ↑  (en) Clemson Has School-Record Six Players Drafted. Clemson Tigers Official Athletics Site (11 januari 2022). Geraadpleegd op 11 april 2024.
5. ↑  (en) Parrish and Sylla each score to help Clemson beat Notre Dame for program's 4th men's soccer title. AP News (12 december 2023). Geraadpleegd op 11 april 2024.
6. ↑  (en) Clemson wins the 2023 ACC Championship over North Carolina in penalty kicks. Yahoo Sports (12 november 2023). Geraadpleegd op 11 april 2024.
7. ↑  (en) Clemson's Ousmane Sylla wins Hermann Trophy as college soccer player of the year. The Greenville News. Geraadpleegd op 11 april 2024.
8. ↑  Wayback Machine. web.archive.org. Gearchiveerd op 12 november 2012. Geraadpleegd op 11 april 2024.
9. ↑  Wayback Machine. web.archive.org. Gearchiveerd op 16 mei 2012. Geraadpleegd op 11 april 2024.